# Simone Peterzano

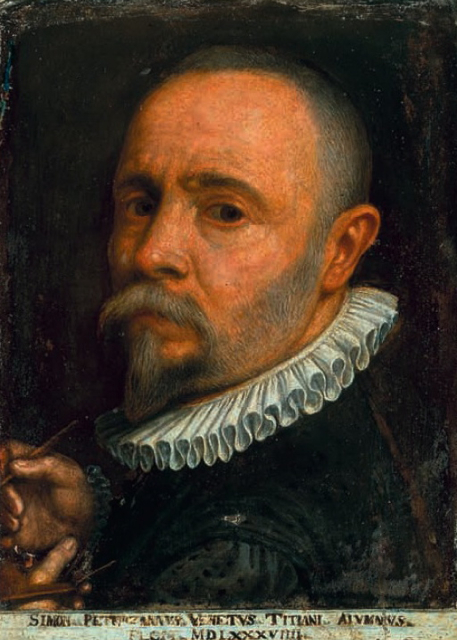
Zelfportret, 1589

Simone Peterzano (Bergamo, ca. 1540 - Milaan, ca. 1596) was een Italiaans maniëristisch kunstschilder. Hij staat vooral bekend als de leermeester van Caravaggio.
Peterzano genoot zijn opleiding bij Titiaan in Venetië. Hij debuteerde in Milaan met een aantal fresco's in de San Maurizio al Monastero Maggiore. Inspiratiebronnen voor deze fresco's waren Paolo Veronese en Tintoretto. Vlak daarna schilderde hij twee doeken van de geschiedenis van de Heilige Paulus en Barnabas voor de kerk van San Barnaba, ook in Milaan. In dezelfde periode schilderde hij zijn Pietà in de kerk van San Fedele en een voorstelling van Pinksteren voor de San Paolo Converso.
Tussen 1578 en 1582 schilderde Peterzano fresco's in de pastorie van het klooster Certosa di Garegnano, die beschouwd worden als een van zijn meesterwerken. Zijn laatste werken, die worden gekenmerkt door een koude en monumentale stijl, omvatten een fresco met Verhalen van de heilige Antonius van Padua voor de kerk van Sant'Angelo, een doek met Madonna met Kind en Heiligen voor de parochiekerk van Bioggio en een altaarstuk in de Dom van Milaan (Tegenwoordig in de Biblioteca Ambrosiana).
Peterzano overleed in 1589 in Milaan.

## Galerij

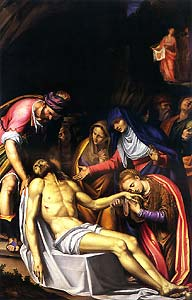
Piëta, 1584
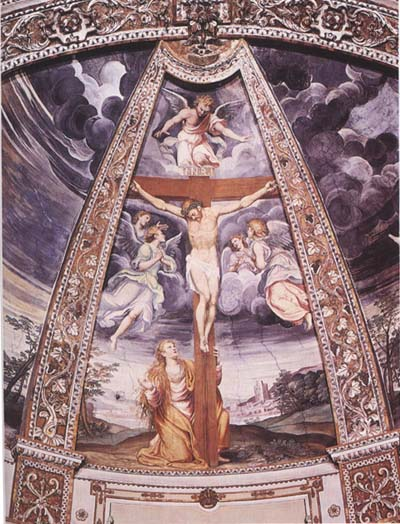
Kruisiging

- Gemeinsame Normdatei: 123030137
- International Standard Name Identifier: 0000 0000 8842 4860
- Library of Congress Control Number: n87811324
- RKD-Nederlands Instituut voor Kunstgeschiedenis: 62960
- Istituto Centrale per il Catalogo Unico: LO1V401263
- Système universitaire de documentation: 07181857X
- Union List of Artist Names: 500031140
- Virtual International Authority File: 59980604